# セルジオ: 世界を救うために戦った男
『セルジオ: 世界を救うために戦った男』（原題:Sergio）は2020年に配信されたアメリカ合衆国の伝記映画である。監督はグレッグ・バーカー、主演はワグネル・モウラが務めた。本作はサマンサ・パワーが2008年に上梓した評伝『Chasing the flame: Sergio Vieira de Mello and the fight to save the world』を原作としている。

## 概略
2003年8月19日、イラクのバグダード。国際連合に所属する外交官、セルジオ・ヴィエイラ・デ・メロは滞在中のホテルで自爆テロに巻き込まれ、瓦礫の下で瀕死の状態に陥っていた。意識が朦朧とする中、セルジオは自分の人生―東ティモールの独立のために奔走したこと、使命感からイラクへの赴任を志願したこと、同僚のカロリーナとの不倫などを振り返っていく。

## キャスト
- ワグネル・モウラ - セルジオ・ヴィエイラ・デ・メロ（吹替：木下浩之）
- アナ・デ・アルマス - カロリーナ・ラリエラ（吹替：山村響）
- ギャレット・ディラハント - ウィリアム・フォン・ゼーレ
- ブライアン・F・オバーン - ギル（吹替：菊池康弘）
- ウィル・ダルトン - アンドレ・ヴァレンティン
- クレーメンス・シック - ギャビー（吹替：佐藤友啓）
- ブラッドリー・ウィットフォード - ポール・ブレマー（吹替：魚建）
- ペドロ・ホッシ - シャナナ・グスマン

## 製作
2018年7月、ワグネル・モウラ、アナ・デ・アルマス、ギャレット・ディラハント、ブライアン・F・オバーン、ウィル・ダルトン、クレーメンス・シックが本作に起用された。8月、本作の主要撮影が始まった。10月5日、ブラッドリー・ウィットフォードが本作の撮影に参加していたと報じられた。2019年5月27日、フェルナンド・ベラスケスが本作で使用される楽曲を手掛けるとの報道があった。

## 公開・マーケティング
2020年1月15日、本作のオフィシャル・トレイラーが公開された。28日、本作はサンダンス映画祭でプレミア上映された。

## 評価
本作に対する批評家からの評価は平凡なものに留まっている。映画批評集積サイトのRotten Tomatoesには36件のレビューがあり、批評家支持率は44%、平均点は10点満点で5.57点となっている。また、Metacriticには13件のレビューがあり、加重平均値は56/100となっている。